# Trojes
Trojes è un comune dell'Honduras facente parte del dipartimento di El Paraíso.
Insieme a Tiote, condivide il confine tra Nicaragua e Honduras.

## Storia
Il 1º settembre 1987 Las Trojes venne proclamato comune autonomo. Il cittadino Leonardo Zavala, in qualità di Pubblico Ministero del Patronato tramite l'avvocato Armando Aguilar Cruz, aveva presentato domanda di merito, che è stata accolta dalla Segreteria di Stato per gli Uffici dell'Interno e della Giustizia, ordinando il rilascio di una comunicazione all'Ufficio Politico Governo del Dipartimento di El Paraíso. Successivamente si ratificò che il villaggio di Las Trojes soddisfa i requisiti stabiliti dalla Legge sui Comuni e dal Regime Politico per essere elevato alla categoria di comune. Ciò comportò come risultato che il Presidente della Repubblica José Simón Azcona Hoyocon con il Decreto 87-27 del 1º settembre 1987 dichiarò che il villaggio di Las Trojes diventava il comune di Trojes, nel Dipartimento di El Paraíso. Norman Ponce diventò subito il primo sindaco, mantenendo tale carica fino al 1990.

## Popolazione
Secondo la proiezione demografica del 2020, Trojes ha una popolazione di 53.921 abitanti.

## Economia
Trojes si dedica nelle sue aree più forti all'agricoltura, all'allevamento, alla silvicoltura e alla pesca. La coltivazione e produzione di chicchi di caffè è l'attività economica più redditizia, lasciando il bestiame come seconda attività per importanza. Come terza attività economica c'è la coltivazione di cereali per il consumo di base, come riso, fagioli e mais, ed anche la coltivazione e produzione della pianta del tabacco. Nella zona dell'apicoltura si produce il miele, che viene imbottigliato e commercializzato in diversi punti del territorio nazionale. Vi è anche la commercializzazione del legno di pino come articolo a basso costo. Un altro elemento non meno importante è l'estrazione artigianale e semiautomatizzata di oro, che viene lavorato senza concessione governativa da diverse minoranze di minatori artigiani.
C'è un rapporto commerciale con la città di Jalapa, in Nicaragua, in particolare prodotti agricoli, bovini e mais.

## Clima
Il clima in generale, quasi come in tutta la regione orientale, è temperato, con inverni copiosi ed estati fresche.